# Wendell Tyler
(en) Statistiques sur pro-football-reference
Wendell Avery Tyler (né le 20 mai 1955 à Shreveport, Louisiane) est un joueur américain de football américain ayant évolué au poste de running back dans la National Football League (NFL) entre 1977 et 1986. Il remporte un Super Bowl (XIX).
En 1979, il participe au parcours des Rams de Los Angeles jusqu'au Super Bowl XIV lors duquel il s'incline sur le score de 31-19 par les Steelers de Pittsburgh. En 1984, il est sélectionné au Pro Bowl et joue lors du Super Bowl XIX qu'il remporte avec les 49ers contre les Dolphins de Miami 38-16. Tyler est le premier joueur à avoir mené deux différentes équipes à la course lors de deux Super Bowls différents.